# Anthophora blanda
Anthophora blanda är en biart som först beskrevs av Pérez 1879. Den ingår i släktet pälsbin och familjen långtungebin. Inga underarter finns listade i Catalogue of Life.

## Beskrivning
Kroppen hos Anthophora blanda har svart grundfärg, med en övervägande gul ansiktsmask hos hanen, och hos båda könen gul behåring på huvudet och gulaktig till rödbrun päls på mellankroppen; honan har dock vit päls på mellankroppens sidor och undersida. Tergit 1 (främsta segmentet på bakkroppens ovansida) har samma gula till rödbruna päls som mellankroppens ovansida, hos honan dock med vit päls på sidorna. Tergiterna 2 till 4 hos honan, 2 till 5 hos hanen, är alla svarta, men med smala, gula hårband i bakkanterna hos hanen. Hos honan är banden vita, och smala utom vid sidorna.

## Ekologi
Som alla i släktet är arten ett solitärt bi och en skicklig flygare som föredrar torrare klimat. I Israel undviker den dock Negevöknen. I det landet flyger den från mars till juni, i Egypten från mars till april. Den besöker främst snokörten Echium angustifolium, men också dess nära släkting Echium judaeum, oxtungorna Anchusa strigosa och Anchusa aegyptiaca samt salvian Salvia fruticosa. .

## Utbredning
Arten förekommer sällsynt i Egypten och mera allmänt i Israel. Den har även påträffats i Algeriet.